# Jacques Machizaud
Jacques Germain André Machizaud, né le 23 mai 1922 à Gien et mort le 2 mars 1999 à Paris 12e, est un chef d'entreprise français, président de Roussel-Uclaf de 1974 à 1981, puis du conseil de surveillance jusqu'en 1994.

## Carrière
Il commence sa carrière au ministère des Affaires étrangères en 1944, puis devient attaché de cabinet au ministère des Prisonniers et Déportés l'année suivante.
Il entre dans le groupe Roussel-Uclaf en 1946, et devient directeur-général de Roussel Laboratories Ltd, la branche britannique de Roussel-Uclaf mais aussi des filiales du groupe dans le Commonwealth, jusqu'en 1966.
Nommé directeur général du groupe, puis vice-président directeur général, il est élu président du directoire en 1974, puis président du conseil de surveillance de 1981 à 1989. Il est également président d'honneur de Nippon Roussel et de Roussel Medica (Japon), de Roussel Laboratories (Grande-Bretagne), vice-président du conseil de surveillance de la branche française de Hoechst (1981-1989).
Il est un ancien membre fondateur de l'Institut de l'entreprise et ancien président de la commission du redéploiement industriel et présence française à l´étranger.
Il a été administrateur d'Allianz Via Assurances, de Lenôtre SA, de la compagnie Saupiquet, de Champagne de Venoge, de Fichet-Bauche, de CPA, de l´Alliance française et du Cercle de l'opinion.
Il était membre du Conseil économique et social (1979-1989), président d'honneur du comité Japon au Conseil national du patronat français (CNPF), et ancien coprésident du Comité franco-japonais de coopération industrielle.

## Publications
- Les Relations économiques franco-japonaises (1981).
- Le Rôle de la France dans le Pacifique Nord (1986).

## Décorations
- Commandeur de la Légion d'honneur et de l'ordre national du Mérite
- Chevalier des Palmes académiques et de l'Ordre de la Santé publique
- Officier du Mérite agricole
- Commandeur de l'ordre de l´Empire britannique
- Commandeur de l'ordre du Soleil Levant (Japon)
- Croix d'officier de l'ordre du Mérite de la République fédérale d'Allemagne
- Officier de l'Ordre national ivoirien
- Officier de l'ordre du Lion du Sénégal.